# Luxurious
Luxurious is een single van Gwen Stefani, afkomstig van haar eerste solo-album Love. Angel. Music. Baby.. Het nummer werd geschreven door Stefani en Tony Kanal. De single werd in de Verenigde Staten uitgebracht op 1 oktober 2005. In Europa en Australië kwam hij op de markt op 5 december van datzelfde jaar. Op de single-versie is rapper Slim Thug te horen. De song start met enkele Franse zinnen, ingesproken door Stefani's echtgenoot Gavin Rossdale. Verder werd er een sample gebruikt uit de song Between the Sheets van The Isley Brothers.

## Kritieken
Luxurious werd gemengd onthaald door de muziekpers, onder meer Slantmagazine vond de tekst van de song verrassend scherp. PopMatters vond het dan weer de minst interessante single uit het album.

## Videoclip
De videoclip werd geregisseerd door Sophie Muller. De video start met beelden van Stefani, liggend op een berg snoep en verder onder meer in een manicure-salon, waar ze haar nagels laat verzorgen. In de helft van de clip is ook Slim Thug te zien. De video debuteerde op de tiende plaats in MTV's Total Request Live op 25 oktober 2005.

## Hitnotering
Luxurious kwam op 11 februari 2006 binnen in de Nederlandse Top 40. De single stond vier weken in de hitparade en bereikte met een 31e plaats zijn hoogste positie. Het is tot nog toe Stefani's enige single die de Vlaamse Ultratop 50 niet haalde. De single kwam op één te staan in de Servische hitparade.

## Inhoud cd-single
1. "Luxurious" (album version) – 4:24
2. "Luxurious" (remix featuring Slim Thug) – 4:04
3. "Cool" (Richard X remix) – 6:37
4. "Luxurious" video – 4:06